# Józef Powroźniak
Józef Powroźniak (ur. 4 grudnia 1902 w Staniątkach, zm. 10 lipca 1989 w Katowicach) – polski pedagog muzyczny i publicysta.

## Życiorys
W latach 1923–1928 studiował filologię polską na Uniwersytecie Jagiellońskim. Od 1923 do 1925, uczył się gry na skrzypcach i teorii muzyki w Konserwatorium Towarzystwa Muzycznego w Krakowie u Józefa Władysława Reissa. Następnie grę na skrzypcach doskonalił pod kierunkiem Konstantego Gawryłowa w Katowicach. W latach 1945–1948 był członkiem PPS, od 1948 roku należał do PZPR. W 1958 uzyskał tytuł profesora, w latach 1951–1963 był rektorem Akademii Muzycznej w Katowicach.
Jest autorem monografii Paganiniego i Karola Józefa Lipińskiego oraz śpiewników i podręczników gry na gitarze i innych instrumentach. Pomysłodawca festiwalu Śląska Jesień Gitarowa.
Odznaczony Krzyżem Komandorskim (1974) i Oficerskim (1954) Orderu Odrodzenia Polski oraz Złotym Krzyżem Zasługi (1951), Medalem KEN (1972) oraz Odznaką „Zasłużony Działacz Kultury” (1963).
Pochowany na cmentarzu Rakowickim w Krakowie (kwatera P, rząd płd.).

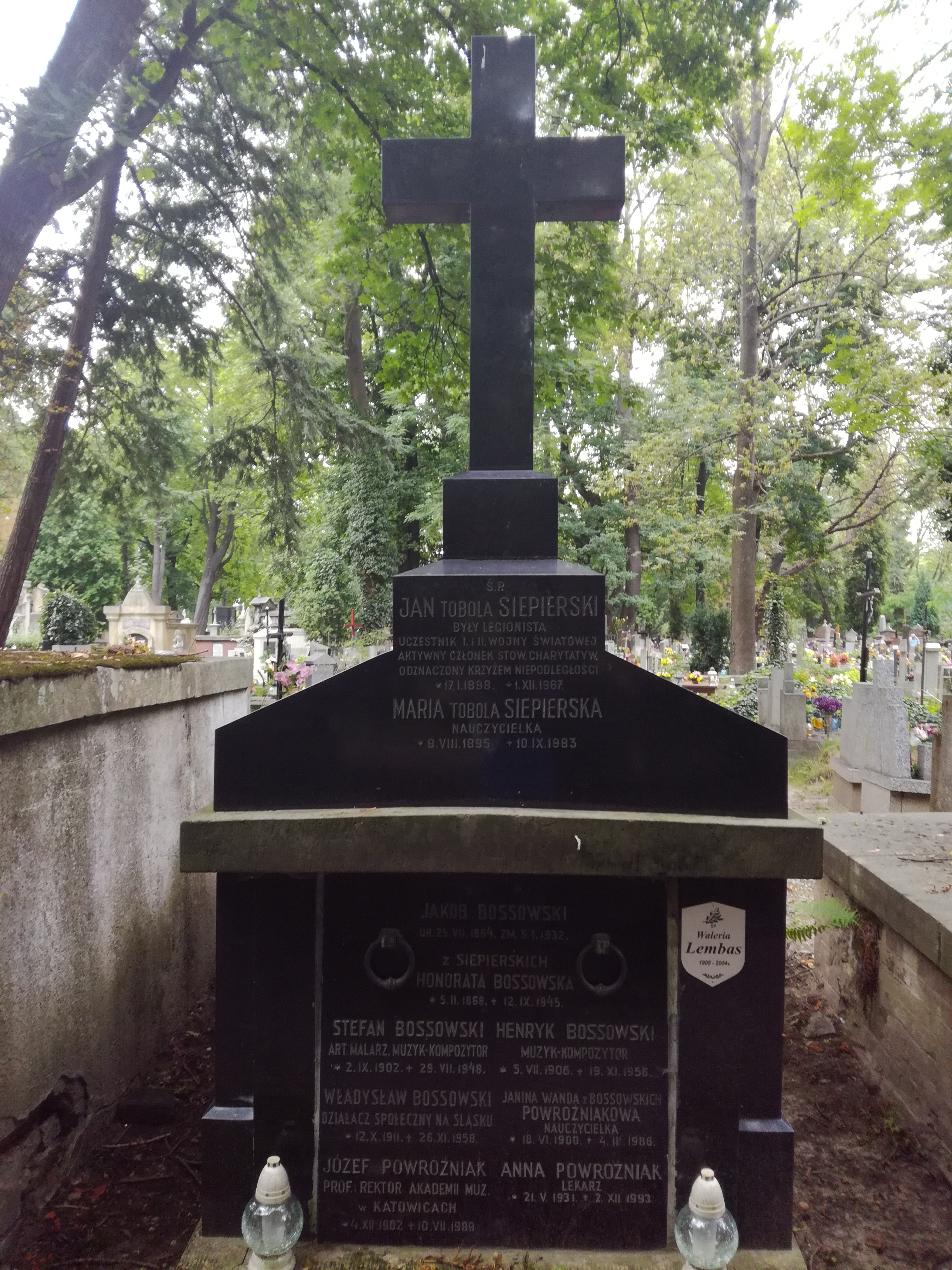
Grób Józefa Powroźniaka na cmentarzu Rakowickim

## Wybrane publikacje
- Paganini. PWM, Kraków 1958
- Gitara od A do Z. PWM, Kraków 1966
- Karol Lipiński. PWM, Kraków 1970
- Wychowanie muzyczne w szkole wraz z Józefem Karolem Lasockim. PWM, Kraków 1970
- Leksykon gitary. PWM, Kraków 1979
- Szkoła gry na gitarze i na gitarze hawajskiej. PWM
- Paganini und die Gitarre, nova giulianiad 2/84, S. 82 ff.